# Tour de La Provence
Tour de La Provence, till och med 2018 Tour cycliste international La Provence, är ett franskt etapplopp i landsvägscykling som avhålls i februari sedan 2016 och som arrangeras/sponsras av dagstidningen La Provence. Tävlingen, som körs i departementet Bouches-du-Rhône (i regionen Provence-Alpes-Côte d'Azur), ingick i UCI Europe Tour (klassificerad som 2.1) från 2016 till 2019, flyttades till UCI ProSeries (2.Pro) 2020, ställdes in 2023 och 2024 återkom den till UCI Europe Tour (2.1). Loppet pågår i fyra dagar - en prolog plus tre linjeetapper.

## Podieplaceringar
| År                                      | Vinnare          | Tvåa               | Trea                |          |
| --------------------------------------- | ---------------- | ------------------ | ------------------- | -------- |
| Tour cycliste international La Provence |                  |                    |                     |          |
| 2016                                    | Thomas Voeckler  | Petr Vakoč         | Lilian Calmejane    |          |
| 2017                                    | Rohan Dennis     | Mattia Cattaneo    | Alexandre Geniez    |          |
| 2018                                    | Alexandre Geniez | Tony Gallopin      | Rudy Molard         |          |
| Tour de La Provence                     |                  |                    |                     |          |
| 2019                                    | Gorka Izagirre   | Simon Clarke       | Tony Gallopin       |          |
| 2020                                    | Nairo Quintana   | Aleksandr Vlasov   | Alexej Lutsenko     |          |
| 2021                                    | Iván Sosa        | Julian Alaphilippe | Egan Bernal         |          |
| 2022                                    | Nairo Quintana   | Julian Alaphilippe | Mattias Skjelmose   |          |
| 2023                                    | inställt         | inställt           | inställt            | inställt |
| 2024                                    | Mads Pedersen    | Axel Zingle        | Raúl García Pierna  |          |
| 2025                                    | Mads Pedersen    | Matej Mohorič      | Marijn van den Berg |          |